# Житомирська стоянка
Житомирська стоянка — археологічна пам'ятка, стоянка-майстерня відкритого типу. Розташована на околиці села Городище Черняхівського району Житомирської області. Її відкрив і дослідив В.Місяць (1959). Археологічний матеріал відкладався тут у проміжок часу від пізнього рису до раннього в'юрму. Крем'яна колекція налічує близько 6 тис. виробів, вкритих патиною різної щільності. За цим критерієм тут можуть бути виділені такі три комплекси — один пізньоашельський і два мустьєрських. Загальною їхньою рисою є високий індекс двобічної обробки знарядь та їх макролітичні розміри. В типології виробів між комплексами відчутні відміни еволюційного характеру: ашельські типи знарядь витісняються мустьєрськими, удосконалюються їхні форми, помітнішою стає спеціалізація. Техніка розщеплення типова для раннього палеоліту: безсистемна й радіальна, хоча є й леваллуазькі форми. Всі три комплекси генетично пов'язані між собою і належать до індустрій так званого східного мікоку.